# Tammin Shire
Koordinaten: 31° 38′ S, 117° 29′ O

Das Shire of Tammin ist ein lokales Verwaltungsgebiet (LGA) im australischen Bundesstaat Western Australia. Das Gebiet ist 1103 km² groß und hat etwa 400 Einwohner (2016).
Tammin liegt im westaustralischen „Weizengürtel“ im Südwesten des Staats etwa 160 Kilometer östlich der Hauptstadt Perth. Der Sitz des Shire Councils befindet sich in der Ortschaft Tammin, wo etwa 200 Einwohner leben (2016).

## Verwaltung
Der Tammin Council hat sechs Mitglieder. Sie werden von allen Bewohnern der LGA gewählt. Tammin ist nicht in Bezirke unterteilt. Aus dem Kreis der Councillor rekrutiert sich auch der Ratsvorsitzende und Shire President.